# Ishaq ibn Alí ibn Yússuf
Ishaq ibn Alí ibn Yússuf (àrab: إسحاق بن علي بن يوسف, Isḥāq b. ʿAlī b. Yūsuf) fou el darrer emir almoràvit. Va succeir al seu nebot Ibrahim ibn Taixfín quan aquest va morir en combat a Orà contra els almohades. Va defensar Marràqueix que va estar prop de dos anys assetjada pels almohades però que finalment es va rendir el 22 de març de 1147. Ishaq va morir en la conquesta de la ciutat i fou el darrer emir almoràvit, enfonsant-se el seu poder al Màgrib i a l'Àndalus. Només els Banu Ghàniya, a Mallorca, van aixecar llavors la seva bandera.